# Senegal en los Juegos Olímpicos de Múnich 1972
Senegal estuvo representado en los Juegos Olímpicos de Múnich 1972 por un total de 38 deportistas masculinos que compitieron en 5 deportes.
El portador de la bandera en la ceremonia de apertura fue el luchador Robert N'Diaye. El equipo olímpico senegalés no obtuvo ninguna medalla en estos Juegos.